# Nuklearno gorivo
Nuklearno gorivo je materijal koji sadrži atomske jezgre nekih teških kemijskih elemenata kojima se mogu ostvariti nuklearni procesi za oslobađanje energije.
U nuklearnom gorivu takvi se procesi podržavaju sami od sebe te se odvijaju lančano, prenoseći se od jedne do druge atomske jezgre i to kada se u nuklearnom reaktoru nađe dovoljna količina nuklearnog goriva raspodijeljenog na pravilan način. Nuklearni gorivni ciklus skup je aktivnosti kojima se dobiva sirovina za gorivo, izrađuje gorivo, upravlja njegovim korištenjem i brine o iskorištenom gorivu (spremanju, preradi i odlaganju radioaktivnog otpada). Nuklearno gorivo je najgušći dostupni izvor energije.
Većina nuklarnih goriva sadrže teške fisijske elemente koji uzrokuju lančanu reakciju nuklearne fisije u nuklarnom reaktoru.
U najčešća nuklearna goriva ubrajaju se tri fisilna materijala : uranij-235 (235U), plutonij-239 (239Pu) i uranij-233 (233U). Samo jedan od njih nađen je u prirodi više nego u tragovima, a to je izotop 235U. On čini samo oko 0,7% prirodnog elementa uranija, stoga se taj materijal zove prirodno ili primarno nuklearno gorivo. Druga dva nuklarna goriva, 239Pu i 233U, dobivaju se u nuklearnim reaktorima. Bombardiranjem neutronima od 238U nastaje 239Pu, a od 232Th nastaje 233U - to su sekundarna nuklearna goriva, a 238U i 232Th od kojih nastaju ta sekundarna goriva nazivaju se oplodnim materijalima.
Izvorni materijali za nuklearno gorivo, uranij i torij, široko su rasprostranjeni u Zemljinoj kori te su veliki energetski potencijali. Njihova ukupna količina do dubine od oko 5 km procjenjena je na približno 12•1012t. Najveći dio tih elemenata rijetko se susreće u koncentracijama ekonomičnim za eksploataciju, međutim, moguće je iz umjereno siromašnih ruda, sa sadržajem od oko 0,1% uranija, dobiti 20 do 30•106t uranija i nekoliko milijuna tona torija. Oni imaju više od deset puta veći energetski potencijal nego sve postojeće zalihe fosilnih goriva (ugljen, nafta, plin).

## Osobine i vrste nuklearnih goriva
Nuklearno gorivo mora biti vrlo čisto i bez primjesa koje apsorbiraju neutrone. Prije stavljanja u nuklearni reaktor, gorivo se stavlja u metalne košuljice koje trebaju zadržati fisijske fragmente za sve vrijeme ciklusa u nuklearnom reaktoru, kao i za vrijeme njegove prerade. Budući da se u nuklearnom reaktoru stvara toplinska energija, nuklearno gorivo izloženo je visokim temperaturama i temperaturnim gradijentima, te ionizirajućem zračenju koje mijenja fizička i kemijska svojstva materijala. Stoga, pored čistoće, nuklearno gorivo mora biti postojano i izdržljivo u takvim uvjetima.

### Oksidna goriva

#### UOX
Iako vrsta keramičkog materijala, promatra se posebno. Sinteriziran uranijev dioksid najčešće se upotrebljava kao nuklearno gorivo u energetskim nuklearnim rekatorima. Za izradu gorivnih elemenata prah uranijevog dioksida komprimira se u oblik tableta i sinterira sinterira na visokim temperaturama, obično u atmosferi vodika. Uranijev dioksid ima znatnih prednosti u odnosu na metalni uranij: 
- može se upotrijebiti na visokim radnim temperaturama,
- otporan je na radijacijska oštećenja,
- otporniji je na koroziju,
- u normalnim uvjetima rada reaktora ne reagira s materijalima od kojih se pravi košuljica gorivog elementa,
- ne reagira s vodom.

Nedostatak mu je, međutim, što ima malu toplinsku vodljivost i relativno malu gustoću u odnosu na metalni uranij.

#### MOX
Zbog promjene kristalne strukture na dosta niskim temperaturama metalni plutonij ne upotrebljava se kao nuklearno gorivo, već njegove legure ili oksidi. Obično se upotrebljava sinterirana smjesa uranijeva i plutonijeva dioksida. Posebnu teškoću predstavlja opasnost da se tijekom izrade gorivih elemenata ne stvori kritična masa već s malom količinom plutonija. Zbog emisije jakog α-zračenja, u plutoniju se stalno stvara toplinska energija.
Torij se kao oplodni materijal upotrebljava slično kao 238U. Torij se obično kombinira s uranijom u obliku čvrste smjese njihovih dioksida ili dikarbida.

### Metalna goriva
Čisti metalni uranij rijetko se upotrebljava kao nuklearno gorivo usprokos svojim dobrim osobinama (npr. toplinska vodljivost), jer pri zagrijavanju na dosta niskoj temperaturi mijenja kristalnu strukturu, a time fizička i mehanička svojstva. Legiranjem uranija s drugim metalima: niobijem, molibdenom, cirkonijem, aluminijem i drugima, mogu se poboljšati osobine metalnog uranija kao nuklearnog goriva, ali ne toliko da bi se mogao svrstati u šire upotrebljavana goriva.

### Keramička goriva
Keramička goriva imaju bolju toplinsku vodljivost od oksidnih, no sklonija su naticanju zbog fisijskih produkata, te se o njihovom ponašanju manje zna.
Najčešća su takva goriva uranijev karbid (UC) i uranijev nitrid (UN) koji primjenjuje NASA.

### Tekuća goriva

#### Taline soli
U ovom tipu goriva, fisijski materijal otopljen je u talini neke soli koja služa kao hladilo. Najčešće se radi o fluoridima.

#### Otopine soli
Gorivo je vodena otopina uranilovog sulfata ili neke druge soli uranija. Ovaj tip goriva nije se koristio u reaktorima velike snage. Prednost mu je dobra iskoristivost neutrona, a nedostatak najlakša disperzija u slučaju nezgode.